# یواس‌اس لا پورته (ای‌پی‌ای-۱۵۱)
یواس‌اس لا پورته (ای‌پی‌ای-۱۵۱) (به انگلیسی: USS La Porte (APA-151)) یک کشتی بود که طول آن ۴۵۵ فوت ۰ اینچ (۱۳۸٫۶۸ متر) بود. این کشتی در سال ۱۹۴۴ ساخته شد.